# Vauciennes (Marne)
Vauciennes é uma comuna francesa na região administrativa do Grande Leste, no departamento de Marne. Estende-se por uma área de 5.08 km², e possui 330 habitantes, segundo o censo de 2018, com uma densidade de 65 hab/km².